# Hexatoma (Eriocera) fasciata
Hexatoma (Eriocera) fasciata is een tweevleugelige uit de familie steltmuggen (Limoniidae). De soort komt voor in het Neotropisch gebied.